# Kenansville (Caroline du Nord)
Pour les articles homonymes, voir Kenansville.
La ville de Kenansville est le siège du comté de Duplin, situé dans l’État de Caroline du Nord, aux États-Unis. Sa population s’élevait à 855 habitants lors du recensement de 2010, estimée à 866 habitants en 2016.

## Histoire
Fondée en 1736 sous le nom de Golden Grove, la localité a été rebaptisée Kenansville en 1818.

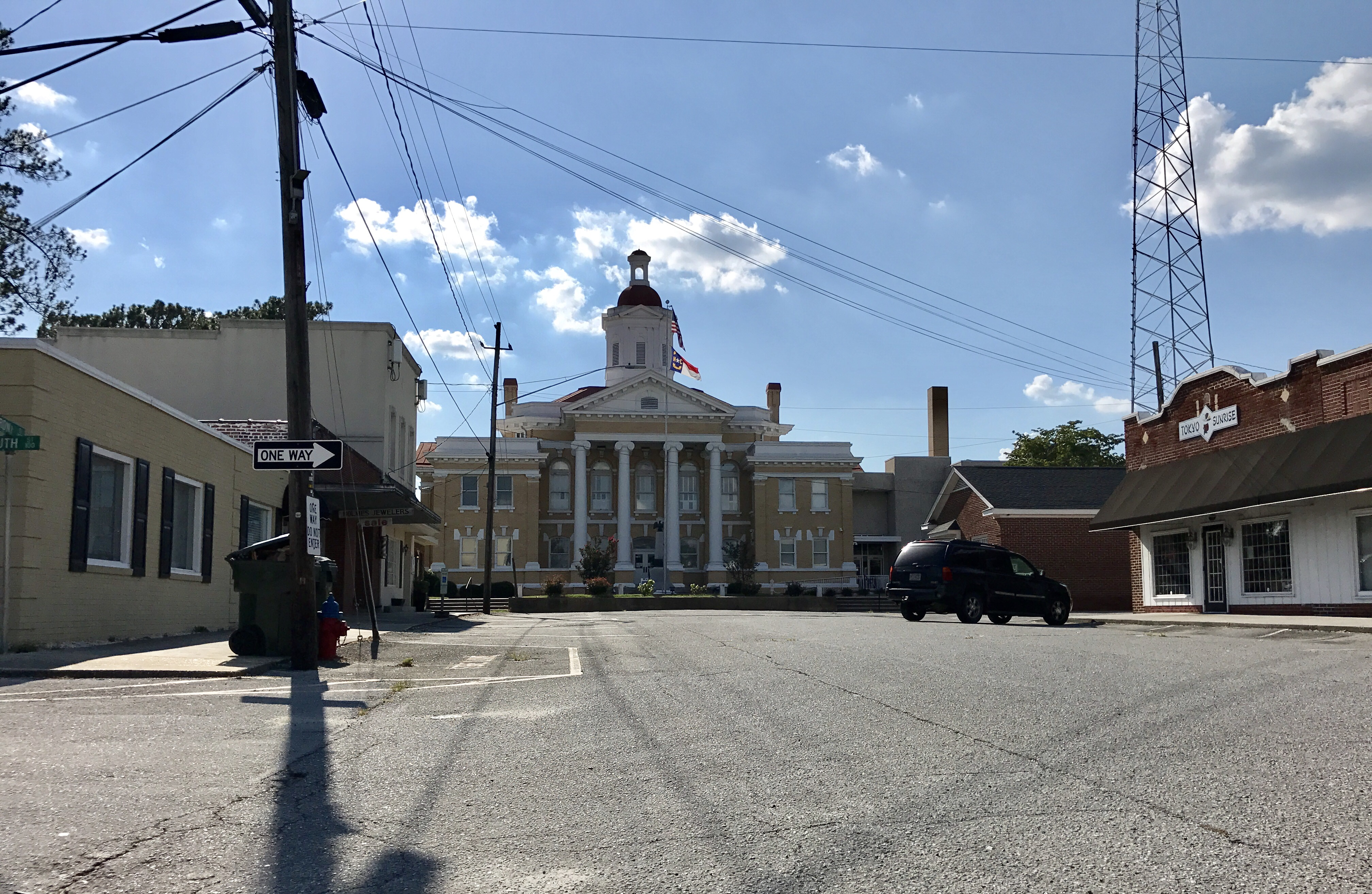
Place du palais de justice à Kenansville, Caroline du Nord

## Démographie
| 1880 | 1890 | 1900 | 1910 | 1920 | 1930 |
| ---- | ---- | ---- | ---- | ---- | ---- |
| 376  | 291  | 271  | 270  | 302  | 450  |

| 1940 | 1950 | 1960 | 1970 | 1980 | 1990 |
| ---- | ---- | ---- | ---- | ---- | ---- |
| 571  | 674  | 724  | 762  | 931  | 856  |

| 2000  | 2010 | - | - | - | - |
| ----- | ---- | - | - | - | - |
| 1 149 | 855  | - | - | - | - |

## Source
- (en) Cet article est partiellement ou en totalité issu de l’article de Wikipédia en anglais intitulé « Kenansville, North Carolina » (voir la liste des auteurs).